# Esefjorden
Esefjorden er en fjordarm på nordsiden af Sognefjorden i Balestrand kommune i Vestland fylke i Norge. Fjorden er 4 kilometer lang. På sydsiden lige ved indløbet ligger byen og kommunecenteret Balestrand. På nordsiden ved mundingen ligger  kirkestedet Tjugum. Ved Dragsvik, lige øst for Tjugum, er der færgeforbindelse til Hella i Leikanger kommune og til Vangsnes i Vik kommune.
Fylkesvej 55 følger fjorden på begge sider. 